# Rachida Dati
Rachida Dati (Saint-Rémy, Saona i Loira, 27 de novembre del 1965) és una política francesa pertanyent des de 2006 al partit conservador de dretes Unió pel Moviment Popular (UMP). Va ser la portaveu del partit a les eleccions presidencials de França de 2007, a les quals va guanyar Nicolas Sarkozy. Aquest li va donar en 2007 el càrrec de ministra de Justícia, que en 2009 va deixar per a ser cap de llista a les eleccions europees. Des de 2008 és alcaldessa del Districte 7 de París i eurodiputada (des de 2009) per l'UMP. És la primera persona francesa d'origen magrebí que ha aconseguit assolir aquestes funcions públiques a França.

## Vida personal
Rachida Dati és filla d'una mare algeriana i un pare marroquí que va arribar a França als anys seixanta per a treballar de paleta. Ella és la segona de dotze germans. Va estudiar en una escola privada catòlica. Va compaginar els seus estudis amb feines d'estiu o de cap de setmana ben diverses, com de dependenta o de senyora de fer feines. El 1996 es va graduar en Dret. L'any 1992 es va casar amb un home "amb qui no tenia res a veure" per pressions familiars, el matrimoni va durar un mes i el 1995 va aconseguir-ne l'anul·lació.
En 2002 va escriure una carta a Nicolas Sarkozy, de la qual no s'ha fet públic el contingut exacte, a la qual li demanava treballar per a ell. Ràpidament, va esdevenir el seu braç dret, va ser la seva portaveu a les eleccions presidencials i, un cop guanyades aquestes, l'acompanyava sovint a les reunions i els viatges professionals. A més, també l'acompanyava en les seves vacances. Es va fer amiga de l'exdona de Sarkozy, Cécilia. En canvi, aquesta relació tan propera no va agradar a la nova dona de Sarkozy, l'exmodel Carla Bruni, que sembla que hauria demanat al seu marit que l'allunyés de París, i per això hauria deixat el Ministeri de Justícia per a marxar al Parlament Europeu.
El 2009 va tenir la seva filla, Zohra, el pare de la qual no ha transcendit al públic. En el seu moment es va especular que aquest podria ser o bé Nicolas Sarkozy, o el germà de Nicolas Sarkozy (s'ha especulat també que podria encobrir Nicolas) o l'expresident espanyol José María Aznar, tot i que els implicats ho van desmentir. Al contrari del que han fet altres mares i pares amb càrrecs similars, Dati va renunciar a la seva baixa per maternitat, de manera que ja estava treballant només cinc dies després d'haver donat a llum.

## Carrera política
Rachida Dati va començar la seva carrera política el desembre de 2002, com a consellera de Nicolas Sarkozy, aleshores ministre de l'Interior. Quan, el 2004, Sarkozy va esdevenir ministre d'Economia, Finances i Indústria, Dati va ser nomenada consellera tècnica del seu cabinet. En 2006 es va inscriure a l'UMP i l'any següent va ser la portaveu del partit per a les eleccions presidencials franceses, a les quals Sarkozy es presentava com a president. En 2007, en guanyar les eleccions, és nomenada ministra de Justícia.
Com a ministra, va treballar sobretot a la llei de 25 de febrer relativa a la retenció de seguretat i a la declaració d'irresponsabilitat penal per causa de problemes mentals. En 2007 va crear el càrrec de controlador general independent dels indrets de privació de llibertat, basat en la figura de l'inspector en cap de les presons britàniques i el juny de 2008 va nomenar Jean-Marie Delarue el primer d'ells. Va presentar la llei de reincidència de l'11 d'agost de 2008. En novembre del mateix any va presentar les seves primeres recomanacions, extremadament severes, relatives als indrets de prevenció de llibertat. En 2007 va proposar una reforma del sistema judicial, que proposava eliminar o fusionar alguns dels 35 tribunals d'apel·lació i dels 181 tribunals de gran instància, que va ser parcialment anul·lada. Va proposar baixar l'edat penal dels menors a 13 anys.
Paral·lelament, Rachida Dati es va presentar com a cap de llista de l'UMP per a les eleccions municipals del districte número 7 de la ciutat de París. Sent un barri ja tradicionalment de dretes, va aconseguir guanyar amb un 49,5% dels vots, el que representa cinc escons al Consell de París.
El gener de 2009, Sarkozy va anunciar que Rachida Dati es presentaria com a cap de llista de l'UMP per a les eleccions al Parlament Europeu, i que si sortia escollida, llavors deixaria el Ministeri de Justícia (però no l'alcaldia) per a dedicar-se a la feina d'eurodiputada. El juny de 2009, la llista a la qual es presentava, formada per la coalició UMP-NC-LGM, va guanyar, amb un 29,6% dels vots, cinc escons al Parlament Europeu, amb la qual cosa Dati va deixar el ministeri per començar la seva vida d'eurodiputada.

## Miss Bling-Bling
Rachida Dati, com Nicolas Sarkozy, van destacar, sobretot al començament del mandat d'aquest darrer com a President, per la seva imatge que a França s'ha denominat bling-bling, fent referència al soroll que fa l'or, o els metalls, quan piquen entre ells. Consisteix a fer ostentació, alguns pensen que excessiva, del luxe i les riqueses de què gaudeixen, en especial en un context polític al qual, al mateix temps, demanaven als treballadors que fessin esforços econòmics.
Així, mentre Sarkozy se n'anava de vacances en iots de luxe convidat per multimilionaris i declarava que "només els fracassats no tenen un Rolex abans dels quaranta anys", Dati es mostrava sempre amb roba, complement i joies de marques de luxe, fins al punt que en un diari li van eliminar digitalment un anell de gran valor (estimat en 15.600 €) en una fotografia. En la seva primera aparició pública després de tenir la seva filla, va aparèixer amb sabates d'alts talons d'agulla. A partir de mitjans de 2008, i sobretot a partir de la seva època d'eurodiputada, sembla que el seu partit li hauria recomanat deixar de banda aquest estil, encara que ella afirma que vesteix igual que abans.

## Símbol de diversitat al govern
Tot i que a França no existeix la discriminació positiva, Sarkozy ha volgut donar un toc de diversitat al seu govern, posant com a caps visibles dues dones d'origen africà, Dati i Rama Yade. Se les ha considerades símbol de diversitat ètnica.